# Creatures (azienda)
Creatures, Inc. è un'azienda giapponese dedita allo sviluppo di videogiochi con sede nella città di Tokyo, fondata nel 1995 da Tsunekazu Ishihara.
È una consociata del gruppo Nintendo, una delle tre a detenere i diritti d'autore sul marchio dei Pokémon insieme a Game Freak e Pokémon Company.

## Videogiochi
| Anno | Titolo                                       | Piattaforma     |
| ---- | -------------------------------------------- | --------------- |
| 2008 | Pokémon Ranger: Ombre su Almia               | Nintendo DS     |
| 2009 | PokéPark Wii: La grande avventura di Pikachu | Nintendo Wii    |
| 2010 | Pokémon Ranger: Tracce di luce               | Nintendo DS     |
| 2011 | PokéPark 2: Il mondo dei desideri            | Nintendo Wii    |
| 2018 | Detective Pikachu                            | Nintendo 3DS    |
| 2023 | Detective Pikachu: Il ritorno                | Nintendo Switch |
| 2024 | Pokémon Trading Card Game Pocket             | iOS / Android   |